# High Court of Australia

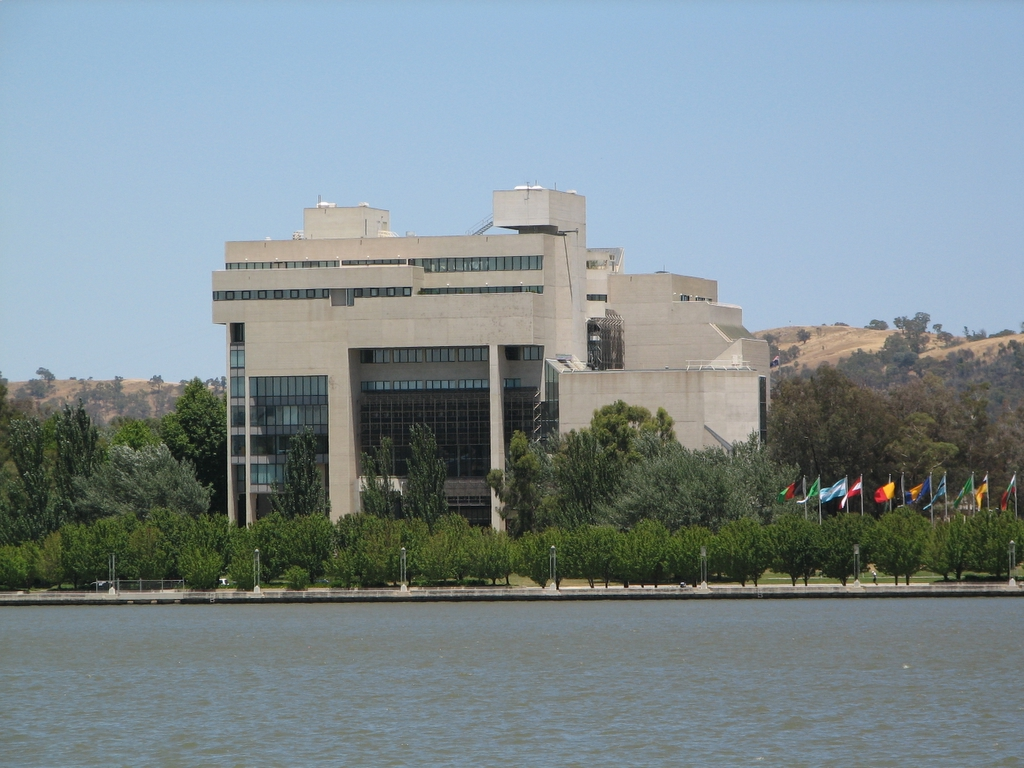
High Court of Australia, Hauptgebäude in Canberra

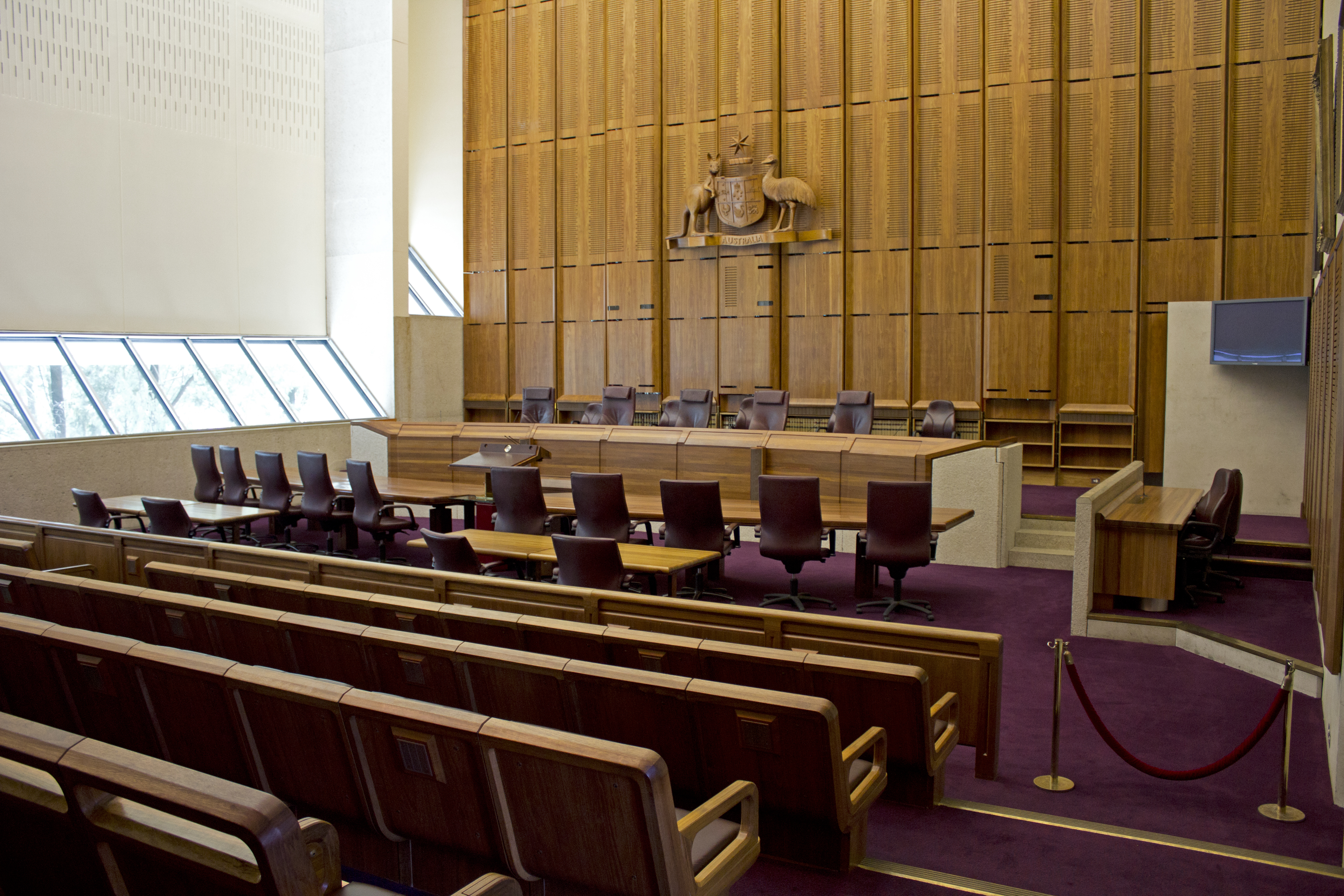
High Court of Australia, Gerichtssaal

Der High Court of Australia ist das höchste Gericht Australiens. Es entscheidet nach Artikel 71 der australischen Verfassung als letztinstanzliches Revisionsgericht in Zivil- und Strafsachen, hat daneben aber auch die Aufgabe, in verfassungsrechtlichen Streitigkeiten zu entscheiden, und kann durch judicial review Gesetze des Parlamentes überprüfen. Das Gericht hat seinen Sitz in Canberra. Bis zum Privy Council (Appeals from the High Court) Act 1975 war es außer in verfassungsrechtlichen Entscheidungen möglich, die Entscheidung des High Court durch Anrufung des Privy Council anzufechten.
Bis zum 12. März 2018 war der High Court of Australia zugleich das höchste Gericht der Republik Nauru.